# Наягарх
Наягарх (англ. Nayagarh) — город в индийском штате Орисса. Административный центр округа Наягарх. Средняя высота над уровнем моря — 512 метров. По данным всеиндийской переписи 2001 года, в городе проживало 14 311 человек, из которых мужчины составляли 54 %, женщины — соответственно 46 %. Уровень грамотности взрослого населения составлял 84 % (при общеиндийском показателе 59,5 %). Уровень грамотности среди мужчин составлял 87 %, среди женщин — 81 %. 9 % населения было моложе 6 лет.